# Hedysarum subglabrum
Hedysarum subglabrum är en ärtväxtart som först beskrevs av Grigorij Silych Karelin och Ivan Petrovich Kirilov, och fick sitt nu gällande namn av Boris Fedtjenko. Hedysarum subglabrum ingår i släktet buskväpplingar, och familjen ärtväxter. Inga underarter finns listade i Catalogue of Life.